# Condamine, Ain
Condamine är en kommun i departementet Ain i regionen Auvergne-Rhône-Alpes i östra Frankrike. Kommunen ligger  i kantonen Brénod som ligger i arrondissementet Nantua. Kommunens areal är 4,64 km². År 2022 hade Condamine 477 invånare.

## Befolkningsutveckling
Antalet invånare i kommunen Condamine
Referens: INSEE